# 高雄市交通
高雄市交通是指臺灣的高雄市在每逢尖峰時段或假日，經常會有大量人潮、車潮於市區內或市郊之間流動，因此市區的交通流量十分龐大，導致市區內許多重要幹道、中山高速公路（國道十號—高雄交流道段）經常出現交通阻塞的情形。大眾運輸部分，目前營運中的高雄市公車路線共有223條，其中快線公車10條，主次幹線公車53條，社區公車88條，捷運接駁公車45條，公路客運6條；高雄捷運系統方面，捷運紅線與捷運橘線皆在2008年正式通車營運，環狀輕軌於2015年開始分段通車，2024年全線完工通車。
對外交通方面，除了有多條國道與省道通往全台各地之外，臺灣鐵路縱貫線及屏東線與台灣高鐵也都行經高雄市並設站。國際交通部分，目前空運與海運分別以高雄國際機場與高雄港為主要據點。

## 大眾交通工具

### 台灣鐵路
|  |  |

|  |  |  |

日治初期，隨著縱貫線南段完工，位於哈瑪星與鹽埕埔交界處，當時稱為「打狗停車場」的舊高雄車站成為縱貫線的端點站；屏東線（當時稱為「潮州線」）亦於此時期逐段通車。1941年，興建於大港埔一帶的新高雄車站啟用，原本使用的舊高雄車站改名為高雄港車站；同時並興建繞行高雄港區，以貨運為主的高雄臨港線。
目前台鐵西部幹線（縱貫線、屏東線）於本市設有大湖、路竹、岡山、橋頭、楠梓、新左營、左營（舊城）、內惟、美術館、鼓山、三塊厝、高雄、民族、科工館、正義、鳳山、後庄及九曲堂共18站，其中高雄車站及新左營車站為大眾運輸轉乘樞紐，高雄車站為縱貫線與屏東線的交界站；鼓山車站之前為貨運站，由該站至高雄港車站的路段為縱貫線舊線。
高雄市區鐵路地下化計畫工程於2009年初全面動工，範圍自葆禎路至正義路。除了進行中的地下化高雄車站新建工程，鼓山車站預定恢復客運，以及原本已廢止的三塊厝車站預定復站外，亦計畫增設四個通勤車站（內惟、美術館、民族、科工館），第二期工程（新左營車站以南，葆禎路至大中路）全長約2公里，兩期工程已於2018年10月14日第一階段完工通車。

此外近年來亦開始檢討高雄臨港線的轉型與存廢問題，曾於2003年開行觀光列車「嘟嘟列車」，並增設新光車站簡易月台，不過已於2006年5月8日停駛，後在原臨港線用地上興建環狀輕軌。

### 高速鐵路
|  |  |  |  |

高鐵左營站、台鐵新左營車站和捷運左營站三鐵共站，目前為台灣高速鐵路路線的南端終點站，也是南台灣唯一的三鐵共站的車站。

### 捷運
高雄是台灣第二個建有捷運系統的都會區。於前高雄市市長謝長廷任內動工興建，整個高雄捷運系統服務範圍目前涵蓋高雄市38區中的14區。整個捷運系統依路線建造型式，可分為高架、地下、平面三種路段。高架段約佔所有捷運路線的24%，地下段則佔75%，平面段約佔1%。 █ 紅線、 █ 橘線兩條路線形成十字型初期路網，交會於美麗島站，皆為高運量鋼軌系統。
其中紅線三多商圈站—小港站段於2006年11月1日～12月29日開放民眾動態體驗；紅線於2008年3月9日全線通車，並為台灣第一條機場捷運；橫跨鳳山至大寮地區的橘線，也已於2008年9月21日正式通車。此外 █ 環狀輕軌已開始興建，分兩階段通車，第一階段於2017年9月26日通車，第二階段於2021年1月12日通車，全線於2024年1月1日開始試營運。
另尚有 █ 岡山路竹延伸線、 █ 林園東港延伸線、 █ 屏東延伸線、 █ 大寮延伸線、 █ 黃線、 █ 鳳山線、 █ 綠線、 █ 燕巢線、 █ 右昌延伸線、 █ 佛光山線等6條主線、5條延伸線在規劃中。
|  |  |  |

### 公車

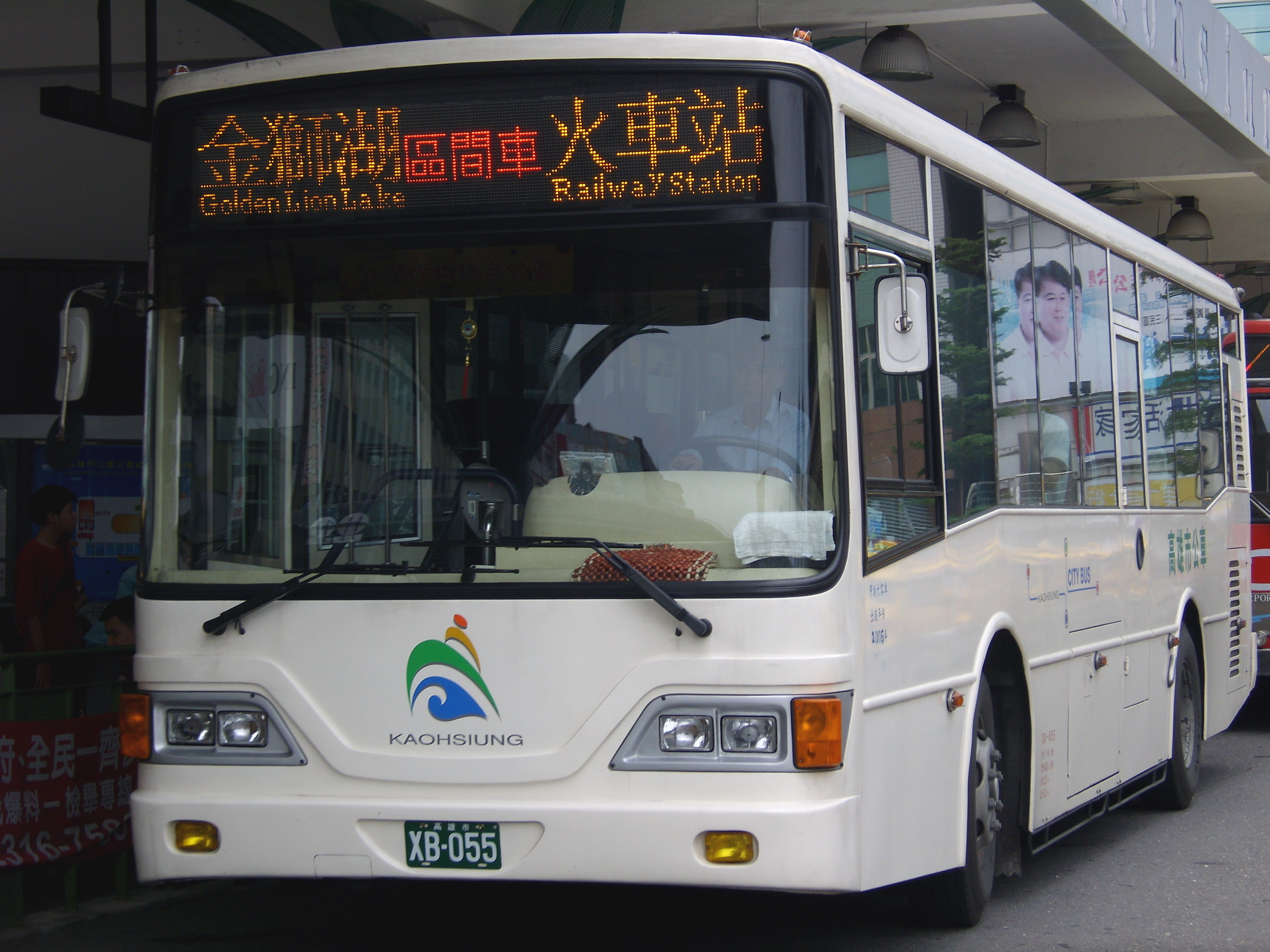
高雄市公車

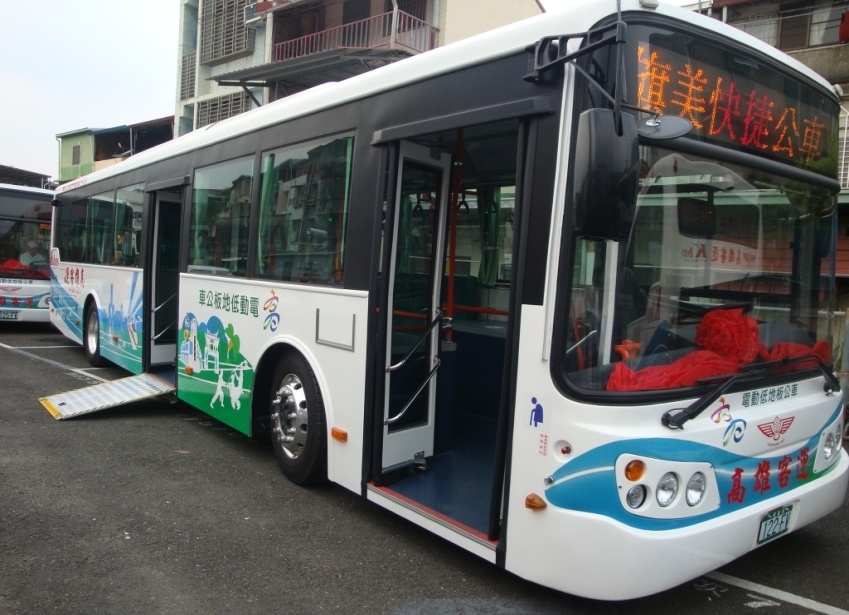
電動低地板公車

#### 一、高雄市公車發展沿革
- 高雄市公共運輸服務始於日治時期，西元1937年（民國26年）日本人伊木十郎獨資成立「共榮自動車株式會社」。
- 1942年（民國31年）「高雄州市役所」成立「交通科」，並將「共榮自動車株式會社」收歸公營，專營公共車船業務。
- 1945年（民國34年）高雄市政府成立交通課，接收「高雄州市役所交通科」運輸業務。
- 1946年（民國35年）高雄市政府撤銷交通課，於府內成立「高雄市政府公共車船管理處」。
- 1952年（民國41年）「高雄市政府公共車船管理處」擴大編製為獨立處，改名為「高雄市公共車船管理處」，仍隸屬於高雄市政府。
- 1979年（民國68年）7月1日，高雄市升格改制為直轄市，「高雄市公共車船管理處」改隸高雄市政府建設局。
- 2003年（民國92年）高雄市政府交通局成立，「高雄市公共車船管理處」改隸交通局。
- 2004年（民國93年）為符合航業法規定，推動車船分立政策。
- 2005年（民國94年）「高雄市公共車船管理處」更名為「高雄市公共汽車管理處」，其中輪船業務另行成立「高雄市輪船股份有限公司」經營，但輪船公司相關業務仍由公車處兼辦，迄98年「高雄市輪船股份有限公司組織自治條例」修正案經高雄市議會審議通過，公車處人員不再兼辦輪船公司業務，車船正式分立。
- 2008年（民國97年）高雄市政府配合高雄捷運通車，辦理捷運接駁公車路線釋出，25條路線一次到位，並由公營之高雄市公共汽車管理處、民營業者南臺灣客運及東南客運取得經營權。
- 2010年（民國99年）12月25日高雄縣市合併，高雄縣市的市區公車亦整併，高雄客運成為高雄市市區公車路線的營運業者之一。
- 2012年（民國101年）5月9日義大客運6條原公路客運路線移撥為高雄市市區公車。
- 2012年（民國101年）7月12日高雄市38個行政區「區區有公車」目標100%達成。
- 2012年（民國101年）12月31日為止，高雄市計有1家公營業者（高雄市公共汽車管理處）、4家民營業者（南台灣客運、東南客運、高雄客運、義大客運），共有164條公車路線，其中市區公車路線73條、幹線公車6條、捷運接駁公車43條、公路客運42條。
- 2013年（民國102年）9月21日高雄客運37條原公路客運路線移撥為高雄市市區公車。
- 2014年（民國103年）1月1日，高雄市公共汽車管理處裁撤，市公車全面實施民營化，7家民營業者（港都客運、高雄客運、東南客運、漢程客運、義大客運、統聯客運、南臺灣客運）提供服務。

#### 二、重要紀事
| 年度  | 重要紀事 |
| ----- | --- |
| 96年  | 133條路線 - 闢駛3條免費公車路線(前鎮加工區、楠加工區、高鐵鼓渡,6/15) - 釋出3條公車路線予民間營運(12/1) |
| 97年  | 132條路線（25條捷運接駁公車） - 捷運紅線試營運，20條接駁公車路線同時上路，1個月免費搭乘(3/9) - 捷運紅線正式營運，實施捷運、公車轉乘優待免費(4/7) - 100輛全新中型巴士加入營運(5/11) - 綠色星期四上路，全市公車免費搭(6/12) - 4條幹線公車營運（中華、民族、五福、建國,7/1) - 捷運橘線正式營運，5條接駁公車路線同時上路(9/22) - 中華、民權、四維、青年路候車環境改善(12/31) |
| 98年  | 139條路線（27條捷運接駁公車） - 闢駛168環狀幹線公車(5/1) - 開放折疊及一般腳踏車上捷運(5/1) - 實施公車站站有時刻表(6/31) - 完成民族路候車環境改善(6/2) - 220輛中低地板新公車加入營運(6/1) |
| 99年  | 145條路線（29條捷運接駁公車） - 43日重大節日公車免費及發行高雄「幸福卡」(1/5-12/2) - 「鳳鳥林」紅3、紅18、紅33公車服務鳳山、鳥松、林園區 (2/1) - 首批5輛低地板公車啟用(3/2) - 「四通發達」紅53公車服務梓官區(5/2) |
| 100年 | 148條路線（38條捷運接駁公車） - 「3線6區」紅58、紅60、紅72公車服務橋頭、梓官、彌陀、仁武、大社、燕巢區(2/1) - 捷運班距加密方案，尖峰4分鐘、離峰8分鐘(4/1) - 「幸福789」橘7、紅8、紅9公車服務大樹、大寮、旗津區(7/1) - 闢駛哈瑪星、舊城觀光公車(5/19) - 捷運全線闢駛「深夜列車」(7/14) - 「高雄3+3」紅70、紅71、紅72、國道快捷、美濃觀光、內門觀光公車服務阿蓮、田寮、路竹、湖內、茄萣、永安、旗山、美濃、內門區(11/1) |
| 101年 | 164條路線（43條捷運接駁公車） - 推出捷運幸福系列優惠月票(1/1~12/31) - 闢駛大樹區假日觀光公車(5/19) - 闢駛捷運站就醫接駁專車：後驛站-高醫及大東站-長庚免費接駁專車(6/1,12/10) - 闢駛鳳山假日文化公車(6/23) - 闢駛5條就醫公車路線服務甲仙、杉林、六龜、茂林、桃 源、那瑪夏區，達成區區有公車(7/12) - 11輛電動低地板公車領牌，低地板公車達98輛(8/29) - 闢駛捷運站學生專車：雄女、鳳中、鳳新、楠梓高中、中山高中等路線(9/3~12/3) - 捷運南岡山站通車營運 (12/23) - 紅68、紅69、紅70、紅71、紅73公車調整自捷運南岡山站發車 (12/23) |

三、	票證系統
1. 市區公車一段票12元
2. 102年11月1日至103年2月28日持一卡通搭乘段次計費公車免費，里程計費公車折12元。

四、	高雄市統計數據概要
| 機動車輛登記數（107.11） | 汽車906,520輛 機車2,008,052輛                                                         |
| 公共運輸系統（107.03）   | 公車路線：223條 捷運：2條 輕軌：1條                                                   |
| 市區公車車輛數（107.7）  | 1010輛                                                                                |
| 客運業者家數             | 民營業者7家（港都客運、東南客運、高雄客運、義大客運、統聯客運、漢程客運、南臺灣客運） |

### 市區公車轉運站

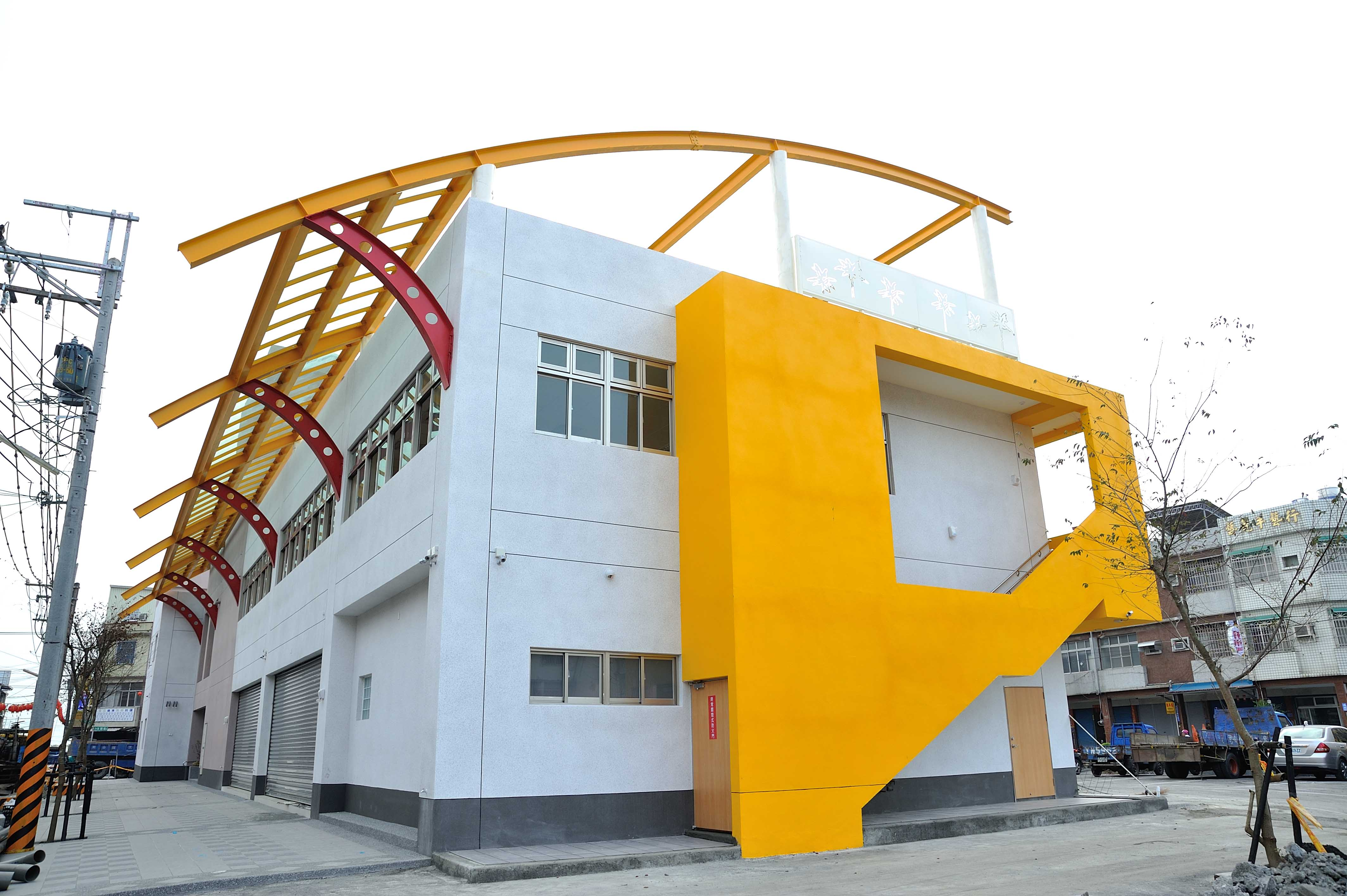
旗山轉運站完工一景

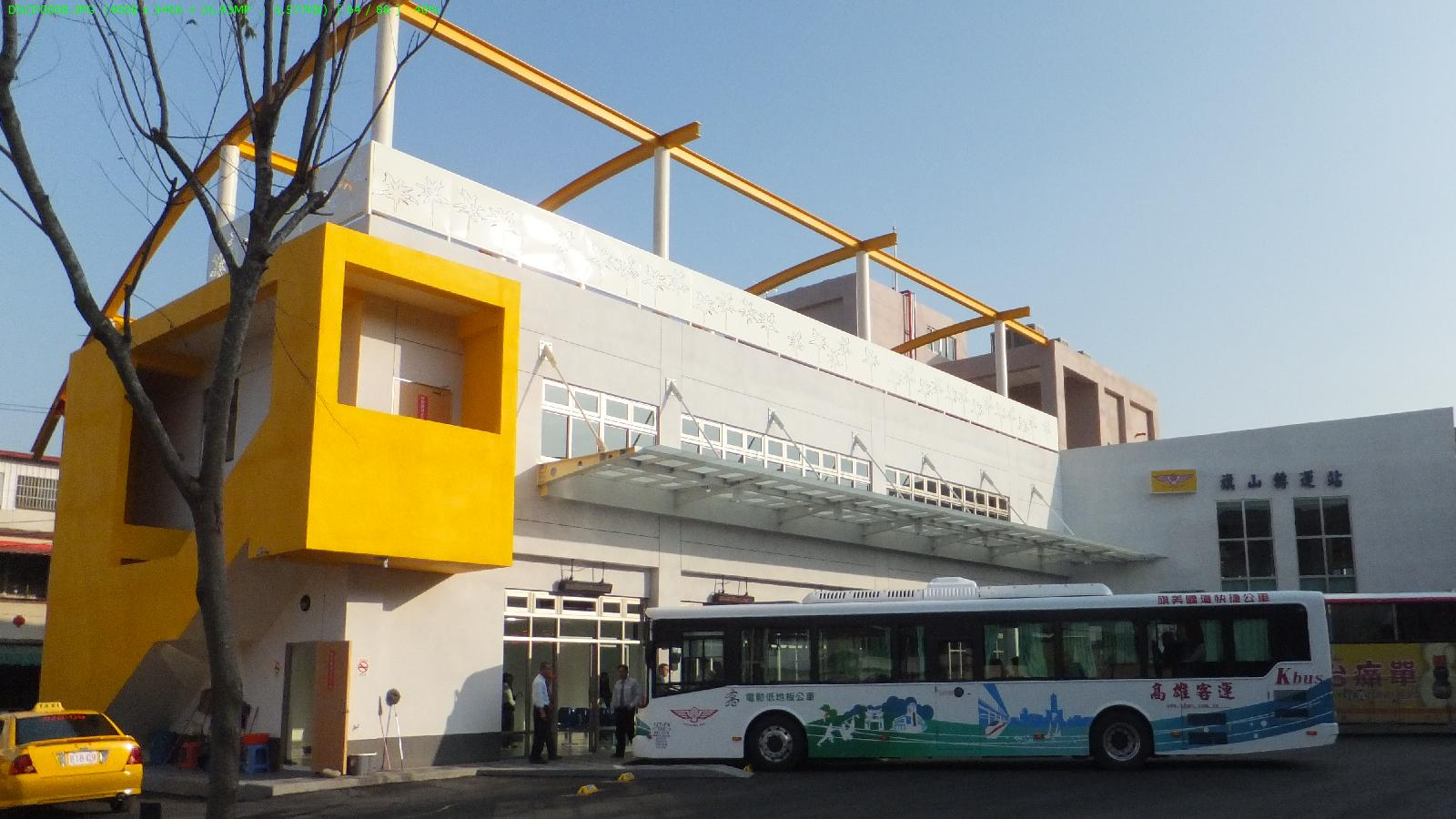
旗山轉運站完工啟用一景

高雄市政府交通局為發展「30分鐘生活圈」的新運輸型態，規劃設置六大轉運中心，包含高雄車站、高鐵左營站兩個主要轉運中心，以及旗山、岡山、鳳山、小港等四個次要轉運中心。
高雄車站轉運站規劃設置於東側站二用地，可提供高雄都會核心國道客運、公路客運、台鐵、捷運及市區公車等多功能轉運服務，預計將會配合鐵路地下化完工而啟用。
高鐵左營轉運站規劃設置於高鐵左營站西側轉運專用區，由交通部高速鐵路工程局以促進民間參與公共建設方式推動，可提供北高雄都會核心高鐵、台鐵、捷運、公路客運及市區公車等全方位轉運服務，二主要轉運中心目前規劃中。
岡山轉運站位於岡山火車站前，採路外3席月台配置，轉運站外觀以岡山在地大崗山、小崗山之山形鋼構帷幕為設計理念；另捷運南岡山轉運站位於捷運南岡山站前，屬岡山轉運站之輔助站。兩處轉運站分別於101年12月及102年2月完工啟用。
旗山轉運站位於高雄客運公司原旗山南站，共設置7席月台，由交通部與高雄市政府依據「發展大眾運輸條例」及「大眾運輸事業補貼辦法」補貼高雄客運公司部分經費辦理，已於102年1月正式啟用。
鳳山轉運站位於捷運大東站旁，設置2席公車停靠格位，轉運站外型與大東文化藝術中心「禪定」建築造型呼應，已於102年5月完工啟用。
小港轉運站位於捷運小港站前，設置3席月台，轉運站外型以展翼飛翔的飛機造型為設計理念，已於102年3月完工啟用。

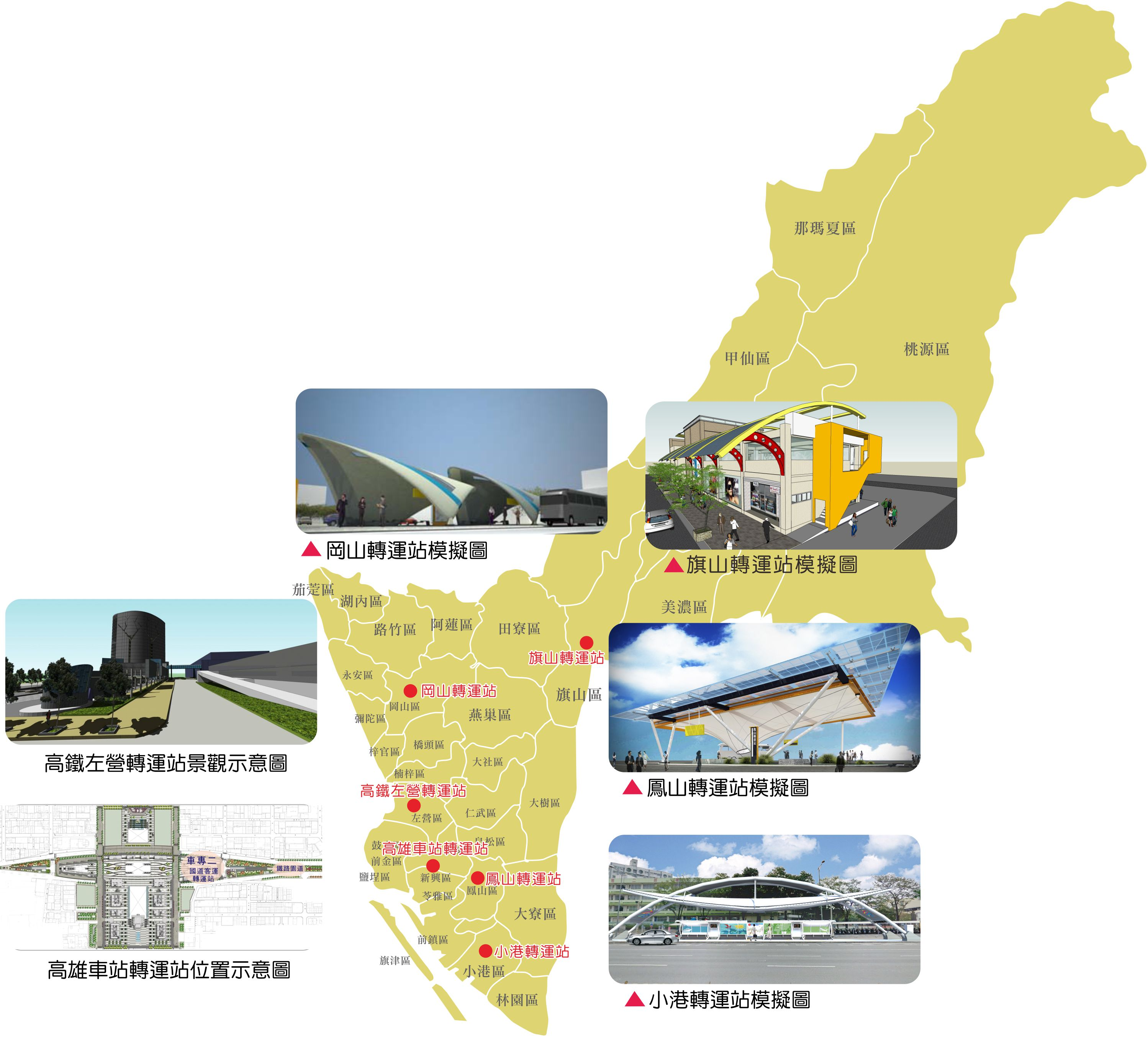
六大轉運中心位置圖

## 公路

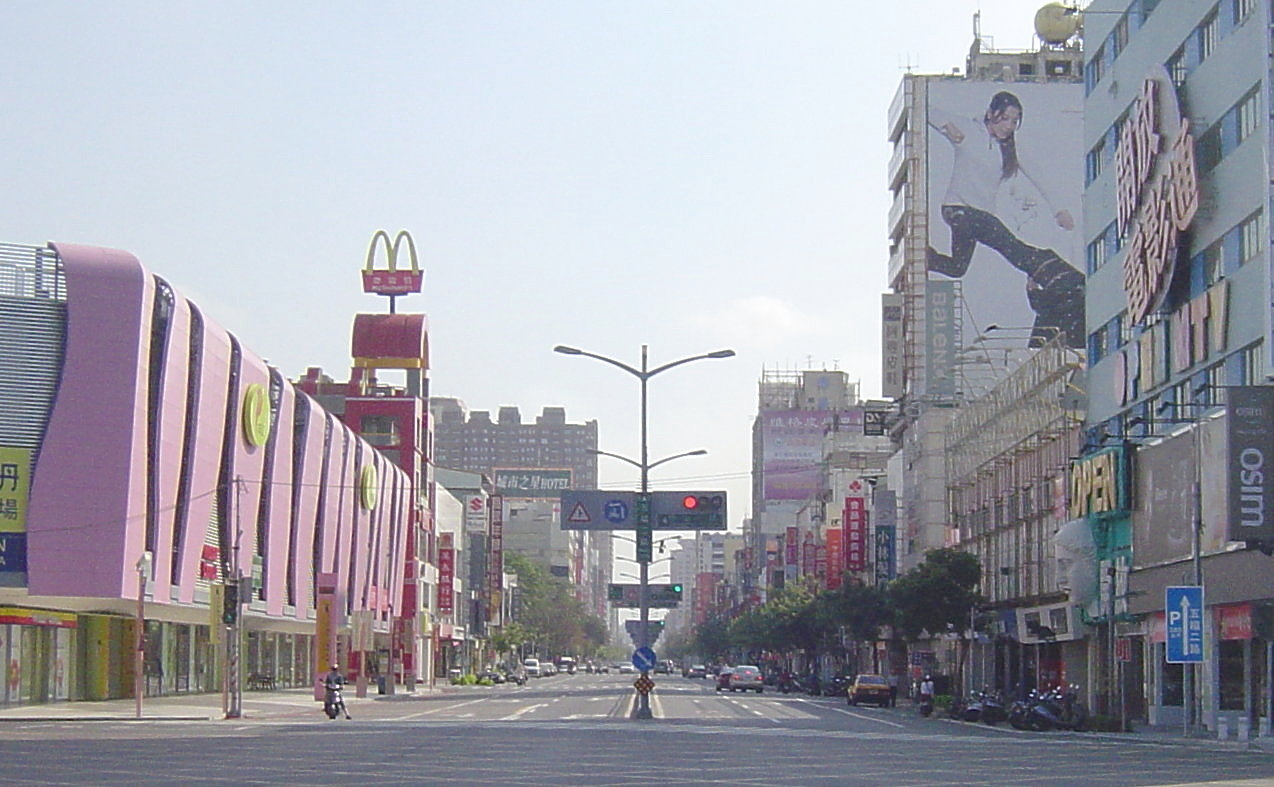
五福二路一景

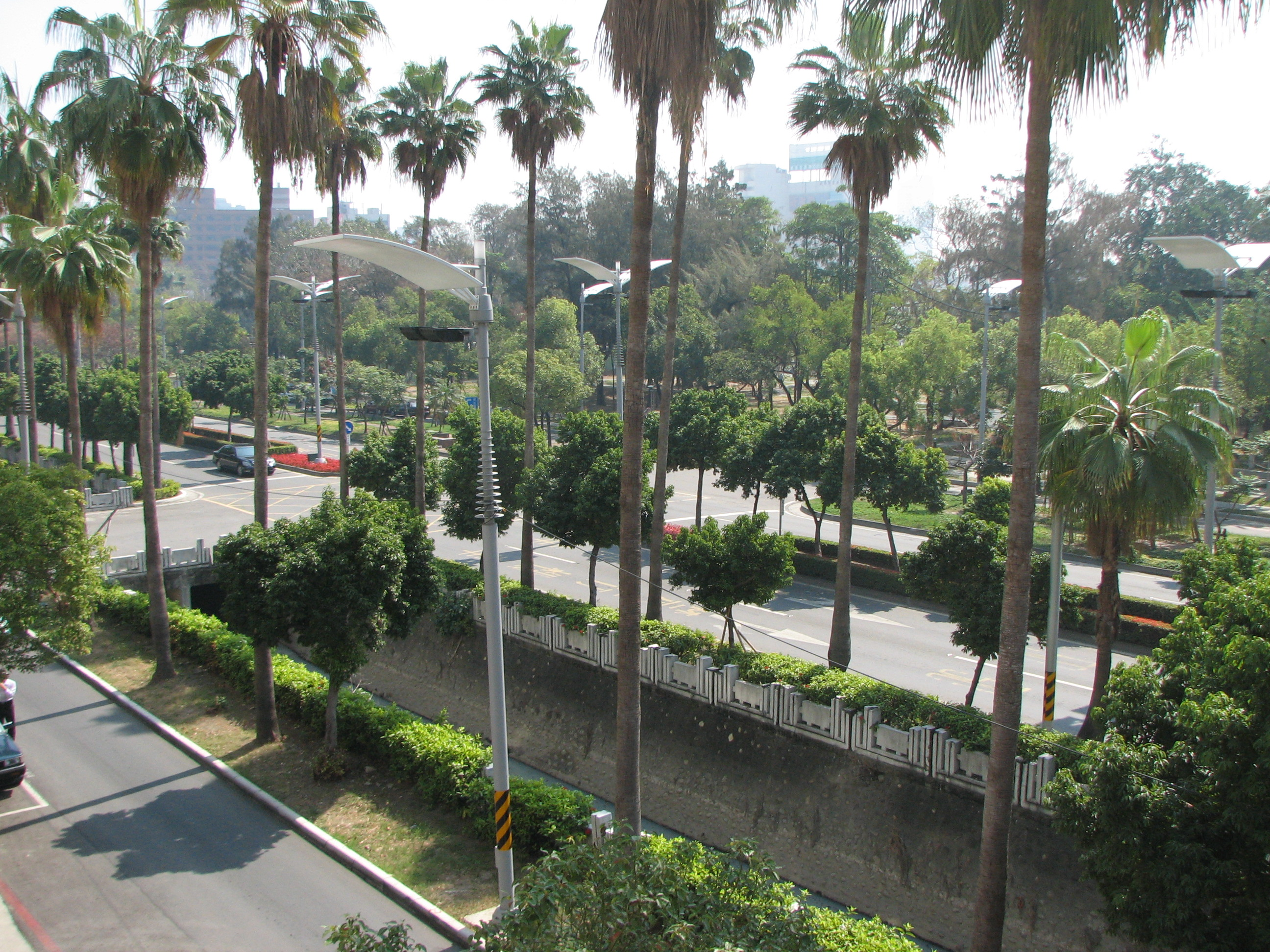
民生路一景

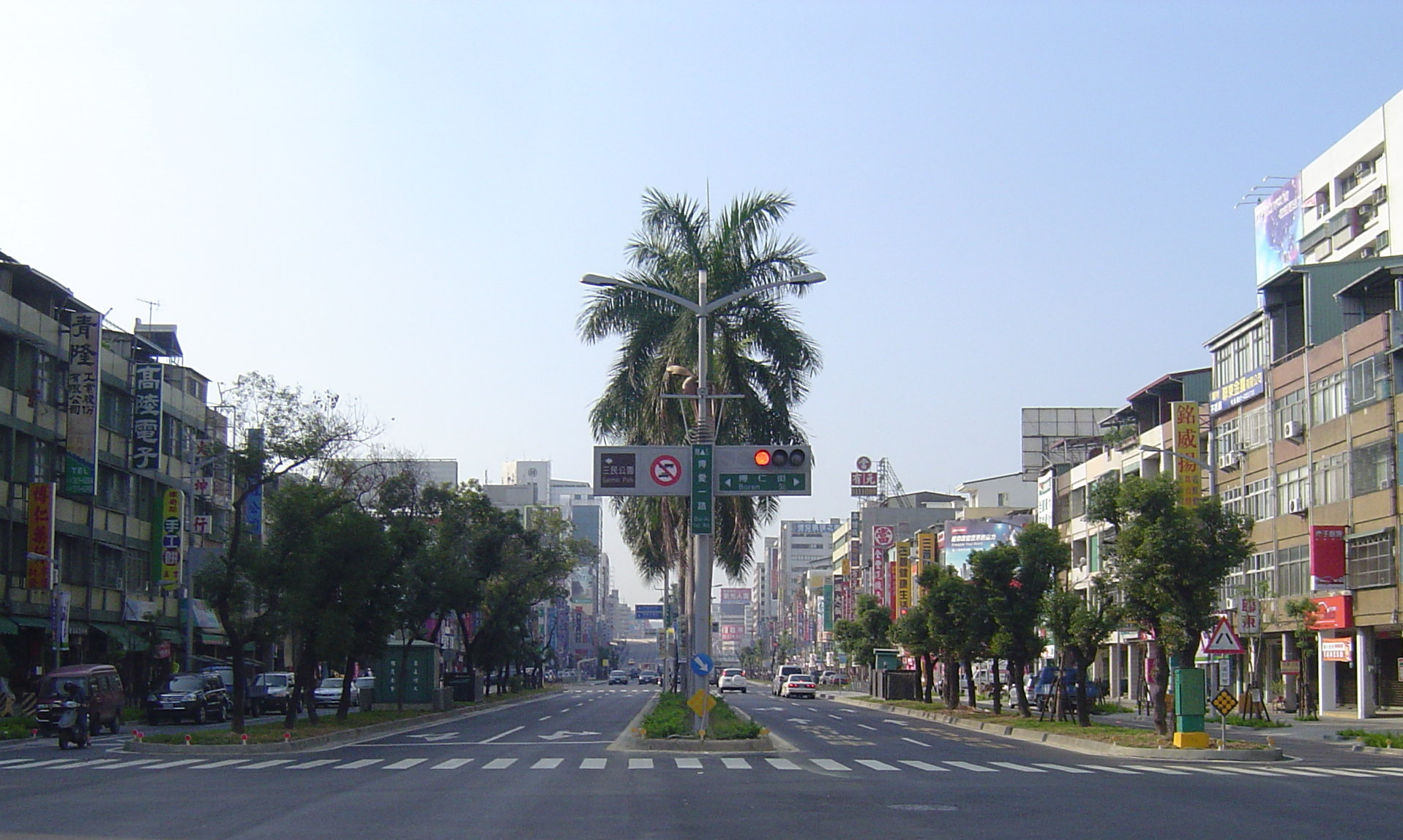
博愛一路一景

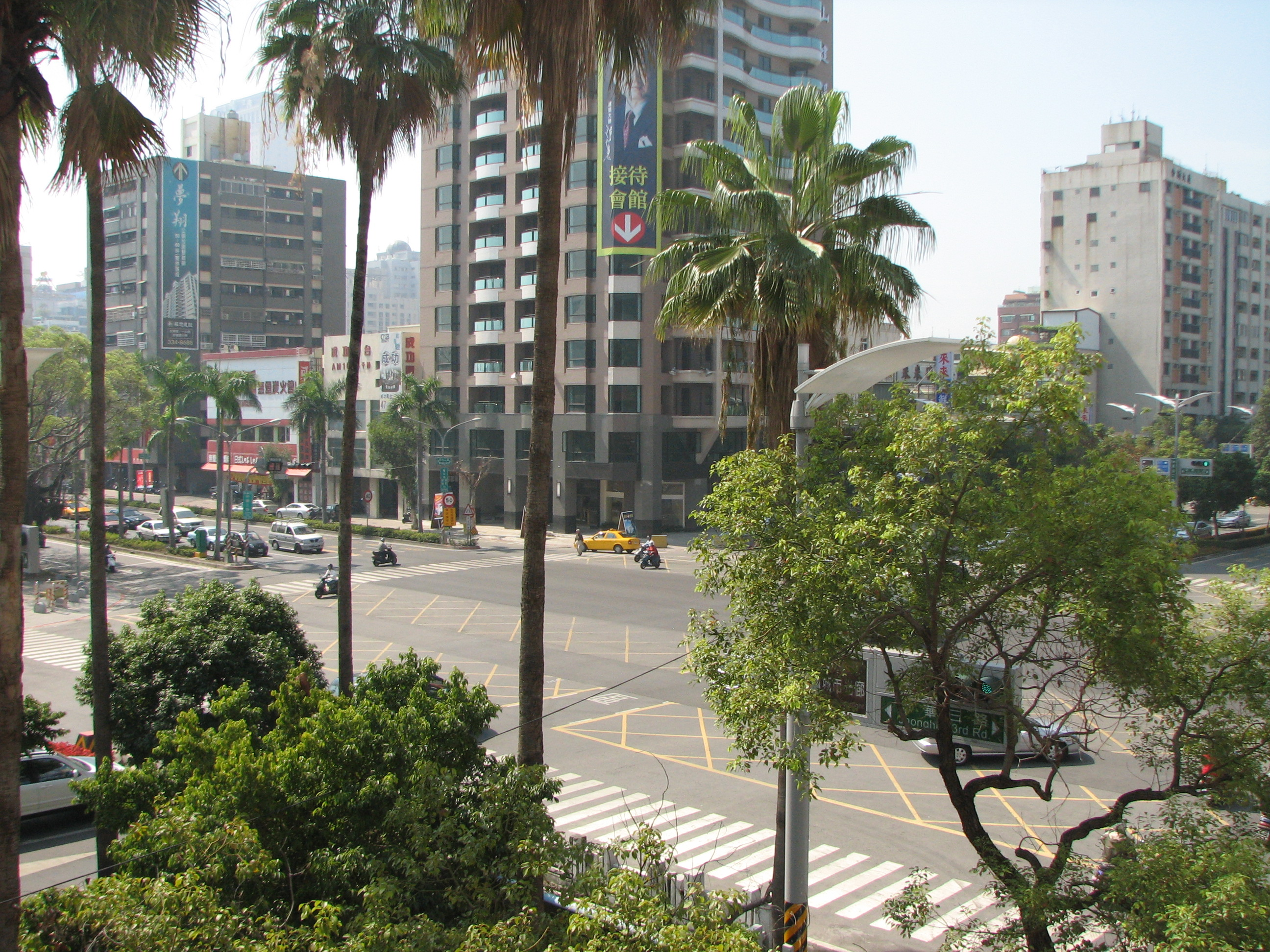
中華路與民生路交叉口。

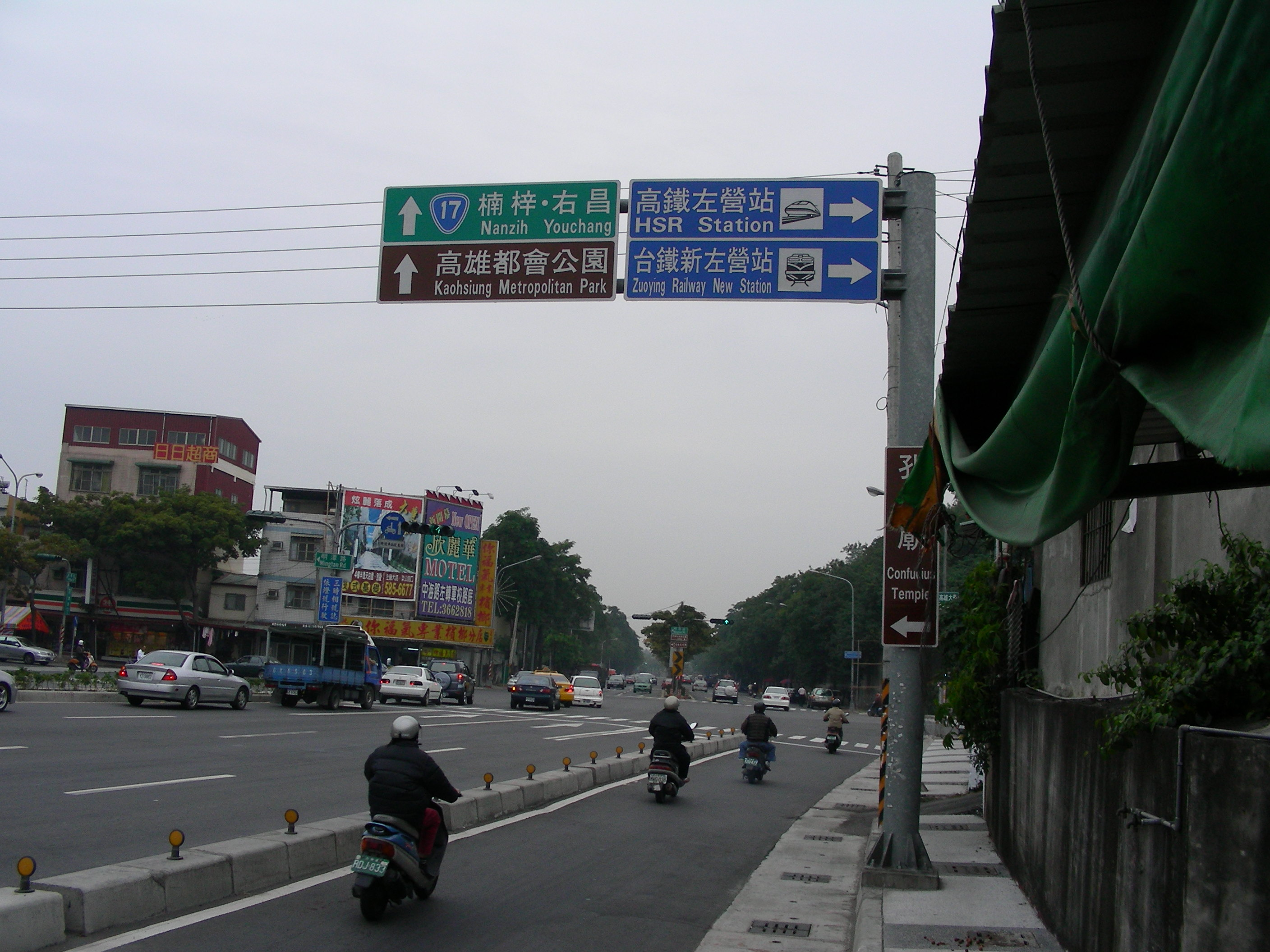
台17線左營路段

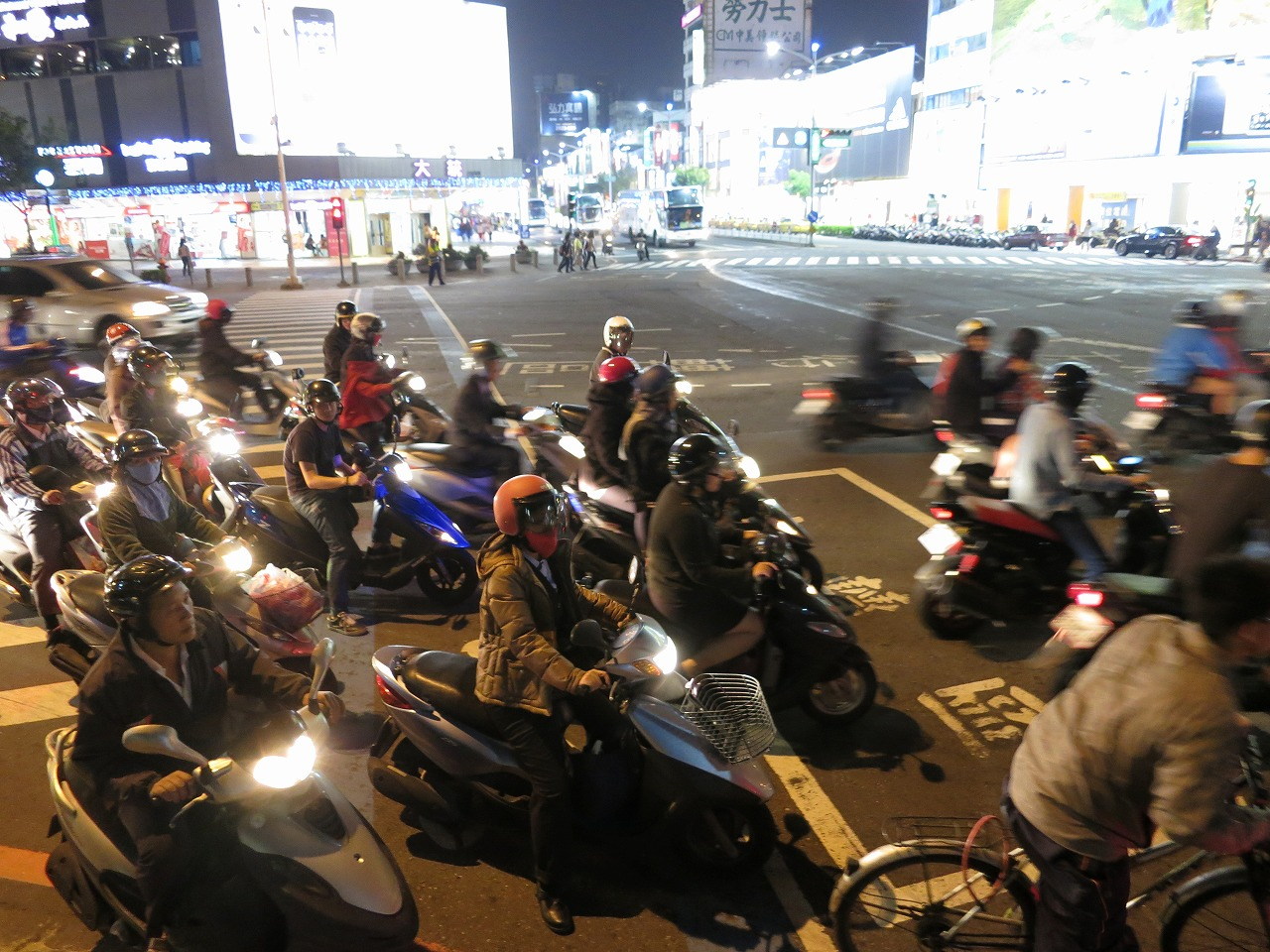
高雄市人口273萬，機車數量達203萬輛，平均0.7355人就有一輛機車。

### 高速公路
- 國道一號：中山高速公路
  - 路竹交流道
  - 高科交流道
  - 岡山交流道
  - 楠梓交流道
  - 鼎金系統交流道（與 國道十號交會）
  - 高雄交流道
  - 瑞隆路匝道
  - 五甲系統交流道（與 台88線交會）
  - 五甲交流道
  - 高雄端

- 國道三號：福爾摩沙高速公路
  - 田寮交流道
  - 燕巢系統交流道（與 國道十號交會）

- 國道七號：高雄港東側聯外高速公路（規劃中）
- 國道十號：高雄環線
  - 左營端（銜接高雄都會區快速道路）
  - 鼎金系統交流道（與 國道一號交會）
  - 仁武交流道
  - 仁武系統交流道
  - 燕巢交流道
  - 燕巢系統交流道（與 國道三號交會）
  - 嶺口交流道
  - 旗山端

### 快速公路
- 台88線（高雄潮州線）：西起高雄市鳳山區，東至屏東縣竹田鄉，中間行經大寮區、萬丹鄉，總長22.391公里。
- 高屏第二東西向快速公路（規劃中）

### 省道
- 台1線：高楠公路—民族一路—九如一路
  -  台1戊線：民族一路—建國一路
- 台3線
- 台17線：濱海公路，德中路—右昌街—後昌路—左楠路—翠華路—中華一～三路—五福三路—中山二～四路—沿海一～三路
  -  台17甲線
- 台19甲線
- 台20線：南橫公路。
- 台22線：旗楠公路
- 台25線：鳳林公路
- 台27線：新發公路
  -  台27甲線：旗六公路
- 台28線：原縣道184號。
- 台29線：原台21線山嶽縱貫公路通車南段，北起那瑪夏區達卡努瓦里，南至林園區汕尾。
- 台39線：高鐵台南段橋下道路

### 市道
高雄市共有市道8條（含支線）：
- 市道181號
- 市道182號
- 市道183號：起自楠梓區（ 台22線旗楠路岔路），終點前鎮區接 台17線。
  -  市道183甲線
  -  市道183乙線
- 市道186號
  -  市道186甲線
- 市道188號： 台88線高架橋下道路

### 橋樑與隧道

#### 橋樑
| - 楠梓陸橋 - 民族陸橋 - 中凱陸橋 - 漁港高架橋 - 中都橋 | - 建國橋 - 七賢橋 - 中正橋 - 高雄橋 - 九如路橋 | - 大順陸橋(已拆除) - 中博高架橋(已拆除) - 自立陸橋(已拆除) - 公園陸橋（引道已拆除) - 青海陸橋(已拆除) - 自強陸橋(已拆除) |

#### 車行隧道及地下道
- 中正路車行地下道
- 大中路機車地下道
- 高雄港第一過港隧道
- 高雄港第二過港隧道(規劃中)
- 高雄港第三過港隧道(擱置中)
- 中山路地下道 (已填平)
- 左營地下道（已填平）
- 中華地下道（已填平）
- 民族陸橋機車地下道（已填平）

## 航空
高雄國際機場（小港機場）是臺灣南部地理位置最重要、規模最大、設備最齊全、運輸生產最繁忙的大型國內、國際航線綜合航空港，同時也是臺灣第二大機場，僅次於台灣桃園國際機場。位於高雄市南側的小港區，臺灣第一個設有機場聯絡軌道系統的民用機場，旅客除了可以通過公路與市區連接外，還可以乘坐高雄捷運往來市區。高雄國際機場擁有兩座航廈，一座國內航廈、一座國際航廈和一個航空貨運站，2009年旅客吞吐量達到3,661,023人次，貨郵吞吐量達54,382公噸，全年起降達40,335架次。在其營運的國內外航空公司達12家，其中次要基地航空公司有2家，有中華航空和長榮航空。有日本航空、澳門航空、越南航空、廈門航空等航空公司均已開通了飛往高雄的國際航線。
目前除了有飛往全台各主要機場的航線外，亦有飛往東京、首爾、濟州島、香港、澳門、曼谷、吉隆坡、胡志明市、新加坡等城市或地區的國際定期客運航線，以及飛往洛杉磯、安克拉治、大阪等城市或地區的貨運航線。同時有一些飛往特定地點的載客包機航班。
由於小港機場跑道長度僅3,150公尺，無法起降空中巴士A380型飛機及滿載的波音747型全貨機，機場總面積僅有桃園國際機場的五分之一，又鄰近市區，有凌晨零時起至六時止無法起降的限制，相當不利機場未來的發展。曾有遷移、擴建的提議，但至今尚無具體結論。 
除高雄國際機場外，高雄市另有數個規模相對較小的機場，包括： 
- 海軍左營機場：軍用機場，不對民眾開放。
- 空軍航空技術學院機場：軍用機場，不對民眾開放。
- 空軍軍官學校機場：軍用機場，不對民眾開放。
- 太平島機場：軍用機場，不對民眾開放。
- 東沙機場：軍用機場，不對民眾開放。

## 水運

### 海運
高雄港是世界等級的國際港口、臺灣最大的深水港、貨運吞吐量世界第13的綜合性港口。位於高雄市西南沿岸與旗津半島間，毗鄰本市市區，整個港區分為最初興建的第一港口，與戰後興建的第二港口兩大部分，總長度12公里，寬度約為1公里至1.5公里。入口寬度則只有100公尺，形狀類似口。水域面積1,276公頃，有兩個入海通道，進出港航道長18公里，可供15萬噸級海輪進出港和停泊。得力於優越的地理位置，高雄港成為東南亞、印度洋與東北亞間海上航運的重要轉運中心。
高雄港曾位居世界貨櫃吞吐量第三大港，僅次於香港與新加坡而排名世界第三，貨櫃進出口於2004年達到歷史紀錄940萬TEU。近年來由於受到區域內其他港口，包括傳統大港和新興港口競爭，高雄港吞吐略有下滑，2009年貨櫃裝卸量約858萬TEU。目前政府計畫於高雄港第二港口外海區域，填海造陸填築約512.7公頃新生地，設置5座水深16.5公尺深水貨櫃碼頭，以泊靠15,000TEU級的新一代巨型貨櫃輪。另將興建42,000DWT級之石化油品碼頭8座及石化油品卸儲中心，碼頭水深為14公尺。
近年來為促進港區與附近市內土地發展利用，而有「港市合一」的構想，由高雄市直接管轄高雄港，並成立高雄港區土地開發公司，使高雄市成為真正的港都。

### 渡輪
觀光交通渡輪
- 鼓山輪渡站－旗津輪渡站（旗津-鼓山航線）

連接高雄市最早開發的哈瑪星與質樸的旗津，旗鼓航線渡輪不僅是旗津居民的公共交通渡輪，亦是遊客品嘗海鮮美食，並走訪古蹟老街的觀光交通渡輪。
- 前鎮輪渡站－中洲輪渡站（中洲-前鎮航線）

為前鎮與中洲搭起較便捷的海上交通運輸聯絡網絡，也是高雄港唯一能承載三輪機動車、汽車的觀光交通渡輪。乘坐前鎮─中洲渡輪航線，即可深入中洲寧靜樸實的老街巷弄，品嚐美味海鮮，或閒逛黃昏漁市集，體驗舊部落漁村人文風情。

### 遊港船

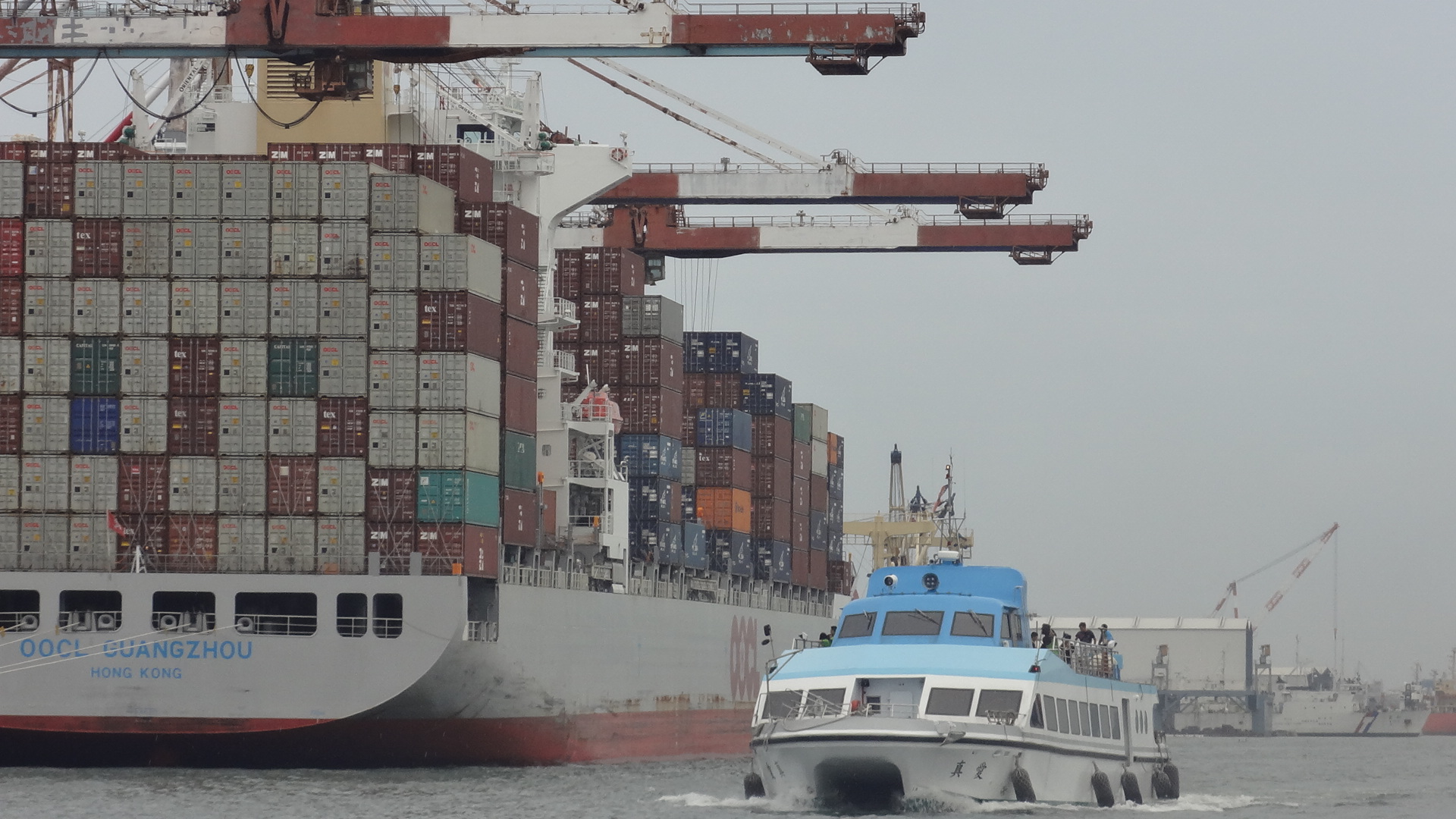
高雄港遊港輪

- 觀光遊港輪．海上饗宴（新光碼頭－二港口－新光碼頭航線）

高雄市是結合海港與河港的超級城市，在傍晚夕陽最美的浪漫時刻，在平靜的港域，悠閒巡禮100分鐘，將一港口至二港口港灣各碼頭、民間修造船廠、前鎮遠洋漁港忙碌作業景象盡收眼簾，尤其是難得一探其雄偉面貌的中興、小港、大仁及大林商港區的多座貨櫃中心，在這次航程中，為您揭開高雄港的神秘面紗。（原航線為自真愛碼頭出發，真愛碼頭因配合海洋文化及流行音樂中心興建工程，改為由新光碼頭發船）

### 太陽能愛之船

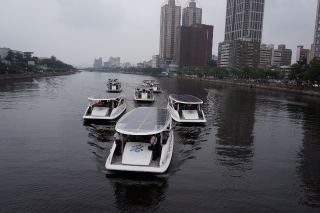
愛河第二代太陽能船隊

太陽能愛之船（真愛碼頭─七賢橋航線）：新一代愛之船，又稱太陽能船，結合最先進的太陽能技術打造。科技感十足的外觀設計兼具環保性能，不僅將成為愛河綠色水岸的重要推手，亦是高市輪船公司與時代俱進的傑作。
自2016年6月1日起，太陽能愛之船由高雄客運集團子公司大鵬灣觀光遊艇高雄營業所營運 （页面存档备份，存于）。

### 纜車
原有高雄跨港纜車興建規劃，但因高度限制而撤銷計畫。藤枝纜車，長6.5公里，起站從寶來國中連至美崙山，再接至二集團聚落；另規劃以電動公車延續到藤枝國家森林遊樂區，計畫中。

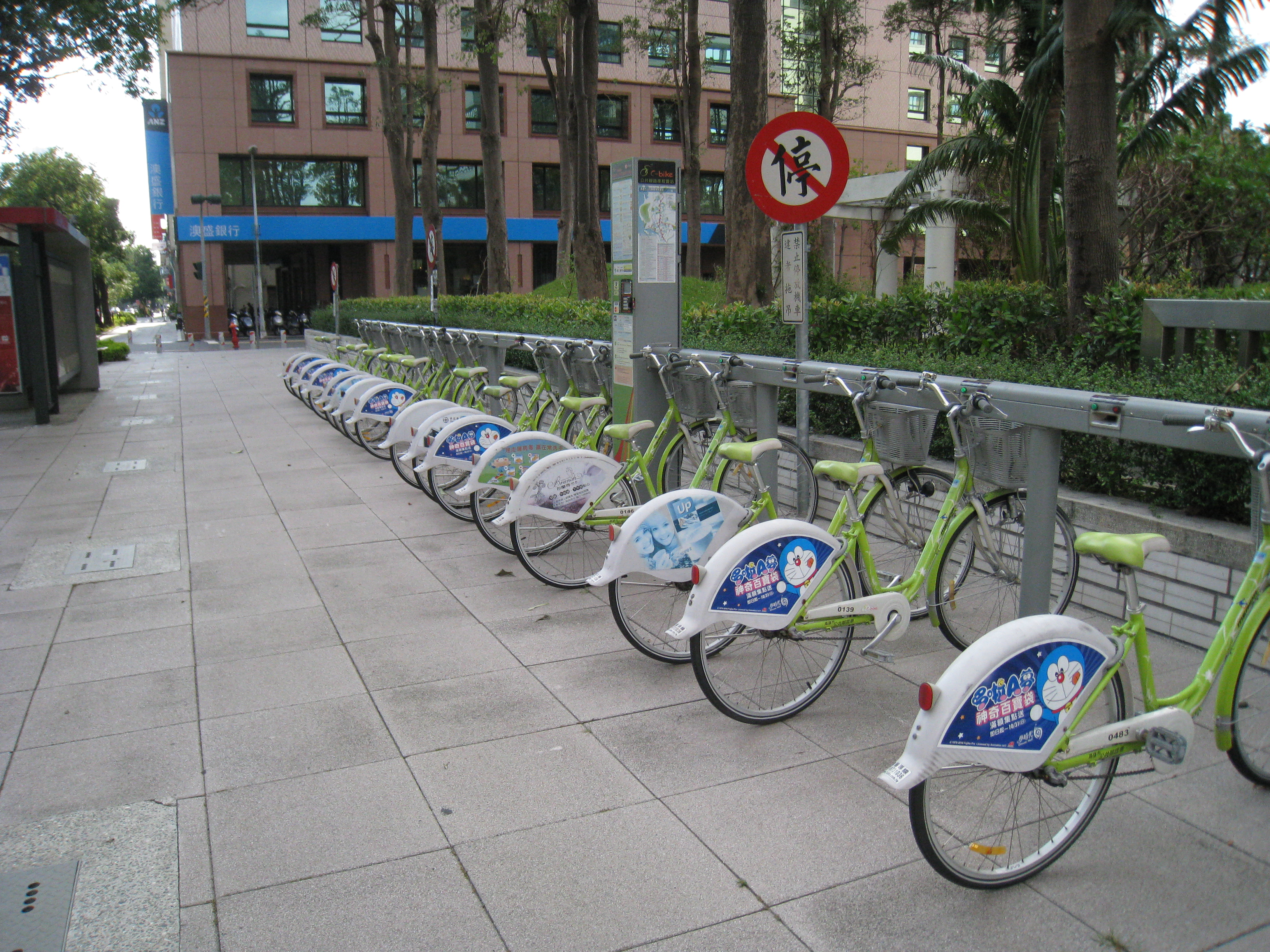
高雄市政府前的公共腳踏車租用點。

## 自行車

### 自行車道
高雄市近年因應潮流，陸續規畫許多自行車道，用以節能減碳或解決交通堵塞問題。至2011年9月已有26條自行車道，總長超過500公里，並於翠華路及中山凱旋路口等設置自行車橋。高雄市完善的自行車道網路和節能減碳綠色交通概念的公共腳踏車系統被CNN評選為《亞洲最友善單車城市》。

### 公共腳踏車租賃系統
高雄市公共自行車租賃系統為全國第一個「都會網路型」公共腳踏車租賃系統，起初由統立開發公司所得標，2011年轉由高雄捷運公司經營，出租所使用的腳踏車為美利達為高雄市所專門訂做的。使用信用卡或經網路登記的一卡通租車，目前提供7000輛腳踏車、155個站點供租用。2020年6月25日CityBike系統退場，新系統改為同時負責臺灣北部、中部多個縣市公共自行車系統的微笑腳踏車-Youbike經營，系統與設備也變更為YouBike微笑腳踏車2.0系統，是全臺第九座啟用的YouBike系統。

## 智慧運輸系統

### 沿革

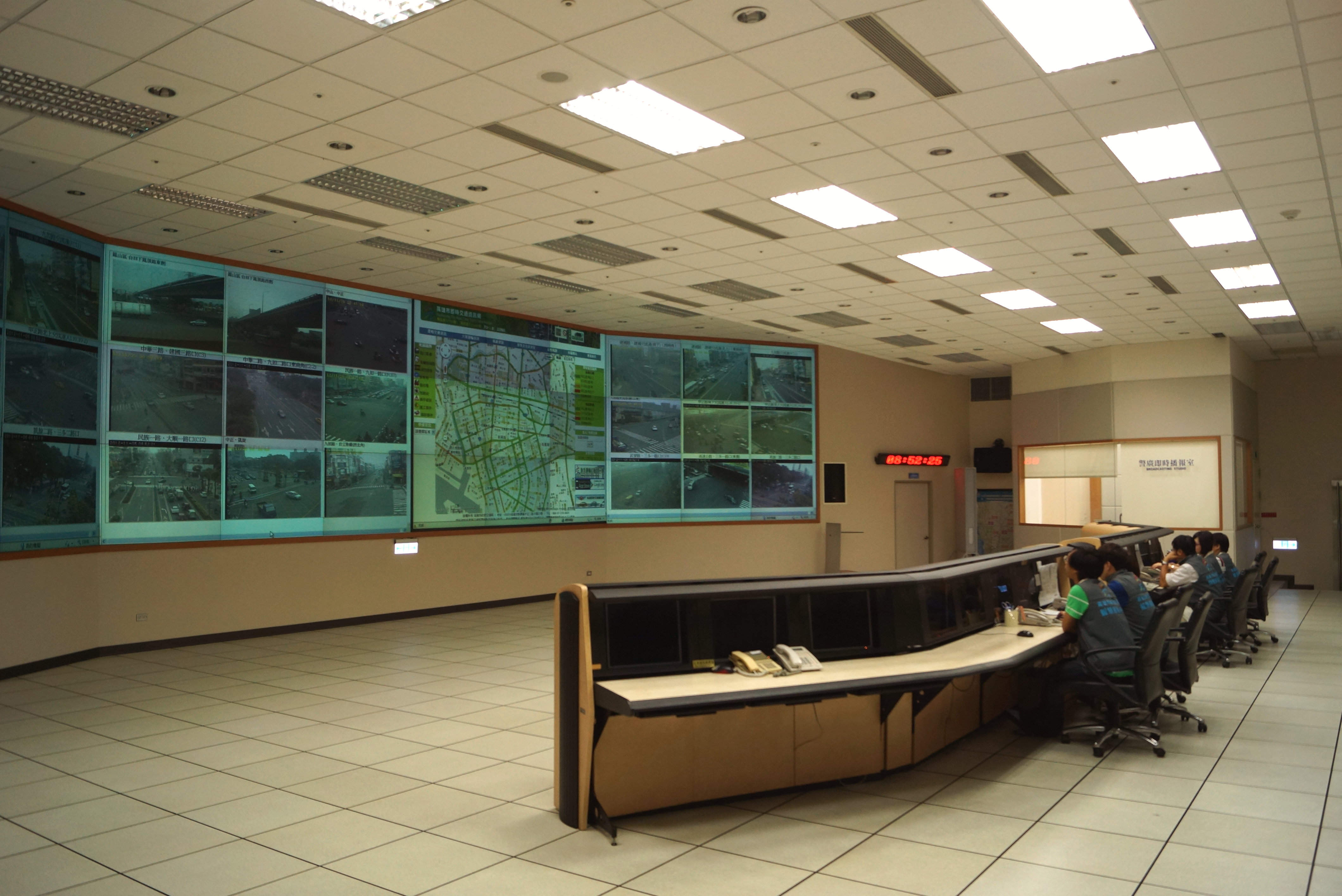
智慧運輸中心

為解決都市地區日益嚴重交通壅塞問題，提昇都市交通安全與效率，及減緩陸路運輸系統對環境衝擊，高雄市自2003年起即開始推動進行智慧運輸系統計畫。
高雄市智慧運輸系統計畫係以電腦化交通控制系統為基礎，結合通訊網路、車輛偵測、路況監視、資訊可變標誌及連線號誌等系統，發展兼具交通資訊彙整發布與交通管理系統功能，即時蒐集道路狀況，提供用路人最佳管理決策，同時藉由交通控制策略的執行，強化都市交通管理與應變能力，使高雄市交通更為順暢也更有效率。

### 系統組成
- 路況監視系統：

藉由路口攝影機將路口車流狀況及影像，透過影像伺服器及網路連結傳送至交通資訊網，提供民眾即時路況之影像。
- 車輛偵測器資訊系統：

可偵測道路車輛的平均速度、車流量和時間佔有率。並運用路況連結發布於交通資訊網等媒介，提供用路者行前路況資訊。所收集到的資訊並可作為擬定時制及交維計畫之參考。
- 車牌自動辨識系統：

透過市區上兩處為一組之車牌辨識系統記錄車牌之料，可計算車輛經過的旅行時間，並透過資訊可變標誌，提供用路人至主要路段或地點的旅行時間。
|  |  |  |

- 停車導引資訊系統：

顯示一個或多個停車場之導引資訊並顯示剩餘停車位，設置於主要道路決策點前，導引駕駛人前往適當之停車場，減少找尋停車位的時間。
- 資訊可變標誌：

提供用路人即時交通資訊，包含用路人於行前或途中之資訊。為發揮資訊可變標誌功能，主要設置於高事故、流量瓶頸路段或交通主要分流點等之上游，藉由資訊可變標誌顯示文字、圖形等交通訊息以提前告知用路人前方路況。
- 交通現況標誌板：

將重要地名、方向以地圖型式標示於標誌牌面，於道路線型末端以箭頭指向可通達之地點，可提供道路車流狀況及替代道路導引資訊。為使用路人有適當時間反應，本設備以布設在瓶頸路段上游及路徑決策點(如轉向路口)前為主，據以顯示資訊提供用路人做為路徑決策或導引之參考。
- 號誌控制器：

可控制路口號誌的燈號運行。透過預設之定時號誌連鎖方式，亦可配合進行動態號誌時制之更換，達成改善區域交通瓶頸之目標。透過連線管理，交控人員可即時修改群組內各路口時制計畫。
|  |  |  |

### 智慧運輸應用系統
- 先進交通管理系統
  - 路口號誌維護掌控：高雄市現有2430處路口(2012年12月)與交控中心連線，可即時下載時制計畫進行號誌控制，且利用動態地圖掌握路口號誌連鎖與異常情形。
  - 事件自動偵測系統：高雄市現有9處路口(2012年12月)利用既設路況監視系統，主動偵測車輛停等、行人、散落物、逆向及交通壅塞事件管理系統，即時偵知及警報通知交控人員，提升事件發現及縮短事件反應處理時效，事件影像並可自動錄影截取存檔，俾利協助釐清肇事責任，暨管理單位事後檢討改進之參考。
  - 適應性號誌：適應性號誌控制系統是利用裝設在路口的車輛偵測器資料，隨時變化各時相綠燈通行時間的控制方式，使路口號誌能夠依據各方向車流量進行調整，增加號誌時制彈性。高雄市現有翠華路、大中路設置適應性號誌控制系統，透過影像偵測器偵測車隊等候線長度，可彈性調整路口號誌秒數與週期，有效疏導車流，尖峰時段平均等候線長度從488公尺降為117公尺（降低76％）。

|  |  |  |

- 先進旅行者資訊系統

- - 高雄市即時交通資訊網：隨著全球資訊網使用普及，建置交通資訊網站提供用路人行前交通資訊已成為發展先進旅行者資訊系統重要工作。高雄市已建置「高雄市即時交通資訊網」整合供用路人查詢各項交通資訊，包括重點路段行車速率、即時車流量、路口CCTV即時影像畫面、資訊可變號誌訊息、即時事件(號誌故障等)資料、重要地點旅行時間資訊、號誌維修進度及公有停車場即時剩餘停車格位數等。
- 先進大眾運輸系統
  - 公車動態資訊系統：透過GPS衛星定位，高雄市公車路線全面智慧化。乘客可透過「高雄市公車動態資訊網」、智慧型手機APP「k-bus高雄公車」預先查詢公車所在即時位置、預估到站時間，避免於站牌久候，亦可進行乘車路線規劃。高雄市同時設置LED智慧型直立燈箱式站牌、圓筒型LED智慧型站牌、捷運出口LED顯示器及候車亭LED公車動態顯示器等，以利轉乘或候車乘客能掌握公車到站資訊並作好行程規劃。
  - 公車優先號誌：為培養環狀輕軌運量，高雄市於2009年5月啟動168環狀幹線輕軌先導公車，並在成功路試辦公車優先號誌。整體通訊架構為透過公車上之感測單元，傳達公車經緯度與座標等資料至交控中心伺服器，再經交控中心判斷分析，將合理之觸動要求透過GPRS傳送至現場號誌控制器加以執行。執行策略包括延長綠燈、縮短紅燈、不改變時制，降低公車等候號誌時間，提昇運行效率，達成「公車捷運化」目標。

|  |  |  |

### 大高雄智慧運輸走廊
因地理幅員遼闊，高雄市以智慧運輸走廊之概念，連接市區與郊區各大重要工業區及觀光地區。透過智慧運輸走廊結合高快速公路與都會區平面道路資訊，主幹道與替代道路智慧運輸系統的建置，往來此廊道之用路人可即時瞭解前方路況並選擇替代道路。
針對大高雄地區產業發展聚落，目前規劃「國道10號旗美文化觀光地區、台88大發工業區、國道1號高雄科學園區及台17林園工業區」等4大智慧運輸走廊，節省用路人穿梭於大高雄產業聚落旅行時間，有效紓解產業園區交通瓶頸，提昇整體運輸效率，達到大高雄30分鐘生活圈目標。截至2012年底止，已完成國道10號旗美文化觀光智慧運輸走廊及台88大發工業區智慧運輸走廊建置。
|  |  |  |

## 外部連結
1. ↑  .   [2018-02-03]. （原始内容存档于2018-02-04）.
2. ↑  . 自由時報.   [2022-02-24]. （原始内容存档于2022-02-24）.
3. ↑  . 風傳媒.   [2022-02-24]. （原始内容存档于2022-02-24）.
4. ↑  .   [2016-06-03]. （原始内容存档于2016-06-11）.